# ستك بغس (باكينجهامشير)
ستك بغس (بالإنجليزية: Stoke Poges)‏ هي قرية و أبرشية مدنية تقع في المملكة المتحدة في إنجلترا.  يقدر عدد سكانها بـ 4,752 نسمة ومساحتها 10.09 كم2 .